# ヴォーロス

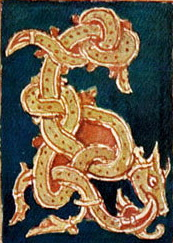
ロシアの細密画に描かれたヴォーロスの図（エリザヴェータ・ビョームによる再構）

ヴォーロス （ウクライナ語: Велес, Волос、Volos ）あるいはヴェーレス (Veles ) は、スラヴ神話における地球、家畜、冥界の神である。
一部の科学者の言語学的再構築によると、ヴォーロスは永遠の春の下層世界の神で、怒れる獣（熊）、あるいはドラゴンの姿をとり、雷の神ペルーンに打倒されるものとして表象された。別のバージョンによると、ヴォーロスは家畜をむさぼり食う蛇の姿をしている。。

## 概要

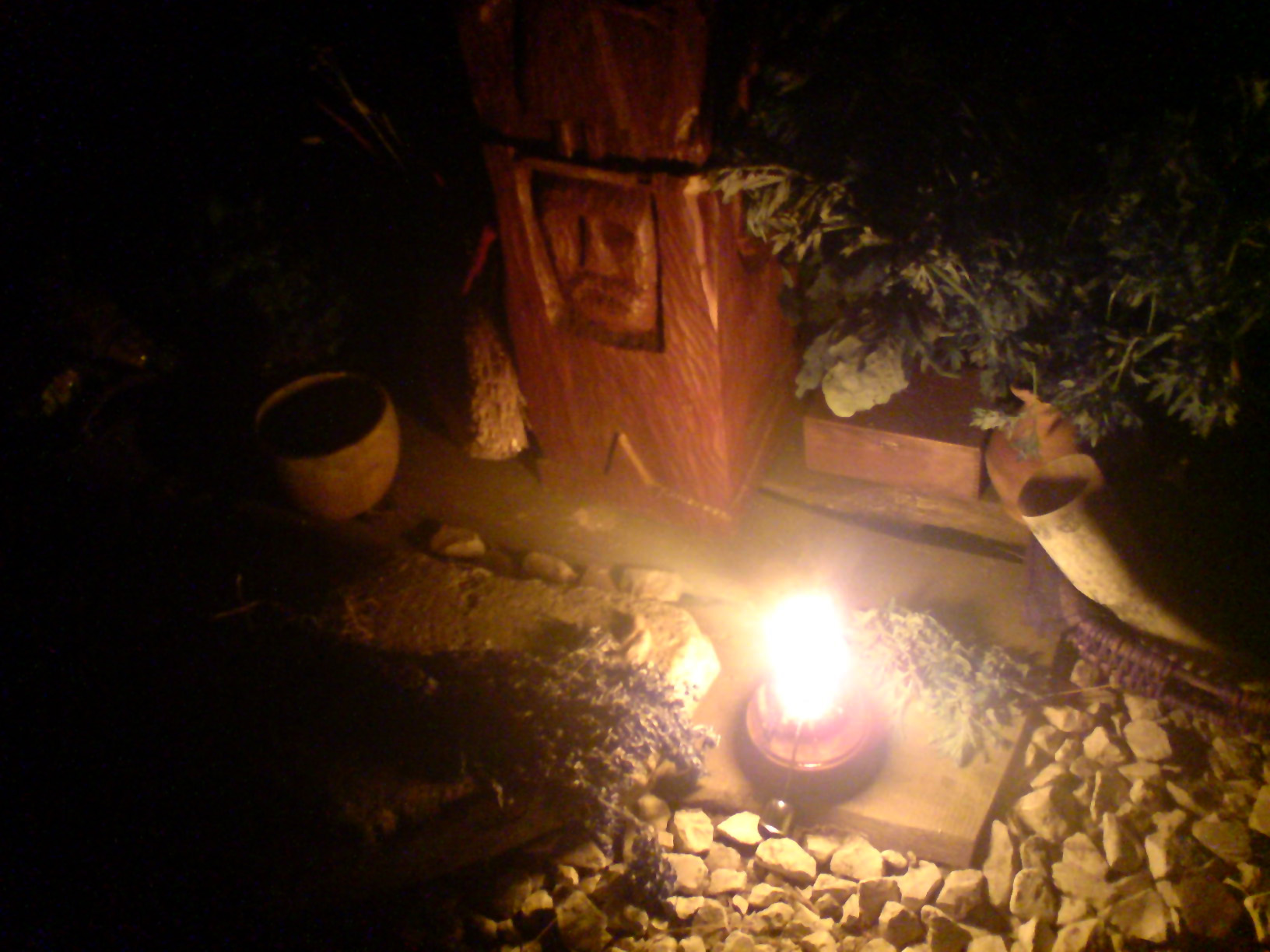
ポーランドにおけるスラヴ信仰の継承を掲げるRKP（Rodzimy Kościół Polski）によるヴォーロスの祭壇 (2009年)

ヴォーロスは『原初年代記』907年、および971年の項では家畜の神とされている。また、夜空の星を放牧された家畜に見立て、ヴォーロスをそれらを見守る月神ともみなすこともあった。人々にとって家畜が重要な財産であったことから、その守り神であるヴォーロスは財宝や豊穣多産も司るとされた。
ヴォーロスについては、ルーシとビザンティン帝国との間で907年、945年、971年に締結された平和条約の中に、ペルーンと共に重要な役割を担った旨が記載されている。また、『原初年代記』では、907年のルーシによるコンスタンチノープル攻略後の平和条約の締結の際、ルーシの戦士達がヴォーロスとペルーンの前で武器に誓いを立てている。このようにペルーンと共に重要視される神格ながら、キエフ大公ヴラジーミルが造らせた、キエフの丘の6体の神像にはヴォーロスの像が含まれていない。おそらくは、軍神として戦士たちを守護するペルーンとは役割が異なり、一般の人々にとってより身近な存在として、キエフの丘にペルーンらの像が置かれる前に、すでにヴォーロスの像が丘の麓にあっただろうと考えられている。

今日までの研究では、ヴォーロスはドラゴンのような姿の神であり、地球、家畜、冥界を象徴している。:211–214。一部の研究者は、ヴォーロスを家畜をむさぼり食う地下のヘビと定義している。:141。
ヴォーロス (Volos) の名前に似たロシア語volosが「毛髪」、volosatyjが熊の忌み言葉である「毛むくじゃら」を指すことから、熊と関係する獣の姿をした神という説がある。ザヴォールジエ地方ではヴォーロスは熊への信仰に関連づけられた。

## キリスト教の受容後

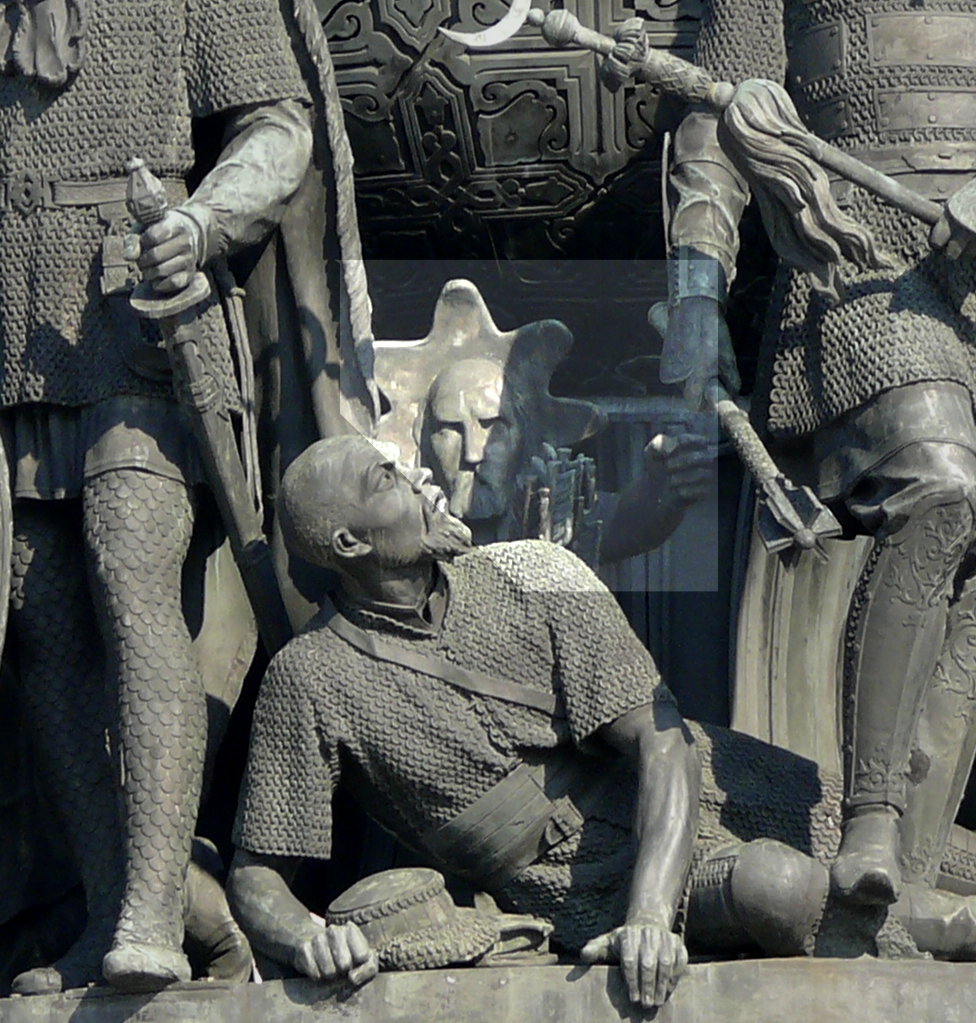
ロシア・ノブゴロドにあるロシア建国一千年祭記念碑像の「ヴァリャーグ招致」の場面に造られたヴォーロス像（画像中央）

988年、ヴラジーミルは古来の宗教からキリスト教（ビザンチンのギリシャ正教）へ改宗することを決め、家臣達にも洗礼を受けさせた。それまで、多くの商船が出入りするポチャイナ川の下流にあるキエフの市場に置かれ、ルーシを豊かにする商業活動を見守り続けていたヴォーロスの神像は、信仰を失い、ポチャイナ川に投棄された。ロストフにあった神像も聖アヴラーミィによって壊され、その跡にはキリスト教の教会が建てられた。こうして、古来の神々は異教とみなされ、排斥されていった。
しかし農民達の間では、ヴォーロスは家畜の守り神として生き続けていった。19世紀に入ってもなお農家の女性達は、ヴォーロスへ生贄を捧げる儀式の名残りのように、収穫した麦の一束を畑に残していた。また、家畜を守り豊穣多産をもたらすヴォーロスは、キリスト教に取り込まれるとギリシャの聖ヴラーシイ（聖ブラシウス）崇拝にも習合した。

## ヴォーロスとヴェーレス
ヴォーロス (Volos) とヴェーレス (Veles) とは、多くの人が同じ神の異名だと考えている。しかし北部ロシアにみられるヴェーレスの石像は「家畜の神」と呼ばれた痕跡がない。また、一方でリトアニア語 Welis が死者、リトアニア語やチェコ語の vere が悪魔という語にさかのぼることから、死を司る神ではないかとの説もある。文献においてはヴェレス（ヴェーレス）の名は西スラヴや南スラヴで多く見られ、そこでは「死」の他に「詩」ともしばしば関連づけられている。そのためヴェーレスには詩神という説もあるが、12世紀に書かれた『イーゴリ軍記』では、吟遊詩人のボヤーンが「ヴェーレスの孫」あるいは「ヴェレスの末裔」（ヴォーロスまたはヴォロスではなく）と呼称されている。こうしたことから、ヴォーロスとヴェーレスは必ずしも同一の神格ではないという意見が少なからずある。
ヴェーレスの名は南スラヴの地名にも残り、マケドニア共和国の町ヴェレスもこの神の名前から取っている。
なお、16世紀のチェコ語文献には、ヴェーレスが悪魔を指す用例が見られる。